# Choeradodis stalii
Choeradodis stalii es una especie de mantis de la familia Mantidae.

## Distribución geográfica
Se encuentra en Ecuador, Brasil, Guayana Francesa y  Panamá.